# Newport, Isle of Wight
Newport este un oraș din Regatul Unit, reședința comitatului Isle of Wight, în regiunea South East, Anglia. 

## Personalități născute aici
- Shaun Cooper (n. 1983), fotbalist.